# Anderson Vital da Silva
Anderson Vital da Silva (Volta Redonda, Río de Janeiro, 1 de julio de 1988), más conocido como «Dedé», es un futbolista brasileño. Juega de defensa y su equipo es el Athletico Paranaense del Campeonato Brasileño de Serie A.

## Carrera

### Volta Redonda
Destacado en la categoría de base en Volta Redonda Futebol Clube, Dedé fue llamado al elenco profesional en 2008. En el mismo año, en su primer campeonato estatal, jugó 14 partidos y anotó 1 gol. Después de otro buen Campeonato Carioca en Volta Redonda, haciendo 3 goles en 16 partidos en 2009, Dedé fue contratado por CR Vasco da Gama por € 375 000.

### Vasco da Gama
En Vasco da Gama, ganó su primer título como profesional: Campeonato Brasileño de Fútbol Serie B 2009, a pesar de tener pocas oportunidades para actuar en el equipo principal.
En 2010 continuó sin recibir oportunidades como titular de Vasco y su exención no sería una sorpresa. Pero en un juego contra Victoria, en el partido de vuelta válido para los cuartos de final de la Copa Brasil, Dede fue elegido debido a la falta de los defensores en condiciones de jugar y, a pesar de la eliminación de Vasco en el torneo, se destacó en juego. A partir de ese juego, Dede se convirtió en dueño absoluto del equipo de Río, siendo ovacionado por los aficionados casi todos los partidos del club.
En diciembre, después de la Liga brasileña, Dede sufrió la primera "derrota" individual: perdió, en una decisión polémica y dudosa, el Balón de Plata 2010(ofrecido por la revista Placar). Pero Dede ganó el crack del Brasileirão como mejor defensor de la derecha del Campeonato Brasileño de Fútbol de 2010[este ofrecido por la CBF(Confederación Brasileña de Fútbol)].
En 2011, después de más excelentes actuaciones, ganó el premio a la mejor defensa Campeonato Carioca 2011. Después, con más buenos resultados, escribió su nombre en la historia del Vasco da Gama, con la conquista de la Copa de Brasil de ese mismo año, siendo uno de los jugadores más importantes del equipo de campaña ganadora. Luego ganó el estatus de Ídolo de los aficionados.
En 9 de noviembre de 2011, Dede completó 100 partidos con el Vasco da Gama, en el partido contra Universitario de Perú, por la Copa Sudamericana, que Vasco ganó 5-2. Dede hizo 2 goles y una asistencia y fue considerado el mejor en campo. En la siguiente fase, Vasco da Gama perdería en semifinales ante Universidad de Chile, quien terminaría siendo el campeón del torneo continental de ese año; sin embargo, Dedé sería considerado uno de los mejores jugadores de su equipo durante ese año.
En 2012 fue elegido uno de los 100 mejores jugadores en el Mundo por la revista Four Four Two

### Cruzeiro
Dede fue anunciado oficialmente por Cruzeiro Esporte Clube el 17 de abril de 2011, una negociación que fue alrededor de € 5,5 millones, además de algunos jugadores transferidos gratuitamente a Vasco, consolidando su posición como el traspaso más caro de la historia del club minero. Dede firmó por cuatro temporadas, y se mudó emocionado del Vasco.
En 2018 rompió a Esteban Andrada de un cabezazo, casi lo hace con Agustín Rossi, y fue expulsado en la ida de los cuartos de final contra Boca Juniors, y en la vuelta también. Es el único jugador de la historia de la Conmebol Libertadores que fue expulsado en los dos partidos de una misma serie (frente a Boca Juniors).

## Selección nacional
Ha sido internacional con la selección de fútbol de Brasil 11 veces en partidos amistosos, marcando solamente un gol.

## Estadísticas

### Clubes
Actualizado al último partido jugado el 6 de marzo de 2022.
| Volta Redonda F. C. · Brasil | Reg.          | 2008          | ―   | ―  | 16  | 3  | 2  | 0 | ―  | ― | 18  | 3  |
| Volta Redonda F. C. · Brasil | Reg.          | 2009          | ―   | ―  | 13  | 2  | ―  | ― | ―  | ― | 13  | 2  |
| Volta Redonda F. C. · Brasil | Total club    | Total club    | 0   | 0  | 29  | 5  | 2  | 0 | 0  | 0 | 31  | 5  |
| C. R. Vasco da Gama · Brasil | 2.ª           | 2009          | 5   | 0  | ―   | ―  | ―  | ― | ―  | ― | 5   | 0  |
| C. R. Vasco da Gama · Brasil | 1.ª           | 2010          | 36  | 1  | 3   | 1  | 2  | 0 | ―  | ― | 41  | 2  |
| C. R. Vasco da Gama · Brasil | 1.ª           | 2011          | 30  | 6  | 16  | 3  | 11 | 1 | 4  | 2 | 61  | 12 |
| C. R. Vasco da Gama · Brasil | 1.ª           | 2012          | 23  | 0  | 10  | 0  | 0  | 0 | 5  | 1 | 38  | 1  |
| C. R. Vasco da Gama · Brasil | 1.ª           | 2013          | ―   | ―  | 14  | 4  | ―  | ― | ―  | ― | 14  | 4  |
| C. R. Vasco da Gama · Brasil | Total club    | Total club    | 94  | 7  | 43  | 8  | 13 | 1 | 9  | 3 | 159 | 19 |
| Cruzeiro E. C. · Brasil | 1.ª           | 2013          | 31  | 2  | ―   | ―  | 4  | 1 | ―  | ― | 35  | 3  |
| Cruzeiro E. C. · Brasil | 1.ª           | 2014          | 21  | 2  | 11  | 1  | 4  | 1 | 10 | 1 | 46  | 5  |
| Cruzeiro E. C. · Brasil | 1.ª           | 2015          | 0   | 0  | 0   | 0  | 0  | 0 | 0  | 0 | 0   | 0  |
| Cruzeiro E. C. · Brasil | 1.ª           | 2016          | 0   | 0  | 5   | 0  | 0  | 0 | ―  | ― | 5   | 0  |
| Cruzeiro E. C. · Brasil | 1.ª           | 2017          | 3   | 0  | 2   | 1  | 1  | 0 | 1  | 0 | 7   | 1  |
| Cruzeiro E. C. · Brasil | 1.ª           | 2018          | 20  | 3  | 6   | 0  | 8  | 0 | 9  | 0 | 43  | 3  |
| Cruzeiro E. C. · Brasil | 1.ª           | 2019          | 20  | 3  | 13  | 0  | 6  | 0 | 6  | 0 | 45  | 3  |
| Cruzeiro E. C. · Brasil | Total club    | Total club    | 95  | 10 | 37  | 2  | 23 | 2 | 26 | 1 | 181 | 15 |
| A. A. Ponte Preta · Brasil | 2.ª           | 2022          | ―   | ―  | 2   | 0  | 0  | 0 | ―  | ― | 2   | 0  |
| A. A. Ponte Preta · Brasil | Total club    | Total club    | 0   | 0  | 2   | 0  | 0  | 0 | 0  | 0 | 2   | 0  |
| Total carrera | Total carrera | Total carrera | 189 | 17 | 111 | 15 | 38 | 3 | 35 | 4 | 373 | 39 |
| (1)Incluye datos de Copa de Brasil (2010-11, 2013-14, 2017-19). (2)Incluye datos de Copa Sudamericana (2011, 2017); Copa Libertadores (2012, 2014, 2018-19). (3) No incluye goles en partidos amistosos. |               |               |     |    |     |    |    |   |    |   |     |    |

## Palmarés

### Títulos regionales
| Título             | Club           | Estado       | Año  |
| ------------------ | -------------- | ------------ | ---- |
| Campeonato Mineiro | Cruzeiro E. C. | Minas Gerais | 2014 |
| Campeonato Mineiro | Cruzeiro E. C. | Minas Gerais | 2018 |
| Campeonato Mineiro | Cruzeiro E. C. | Minas Gerais | 2019 |

### Títulos nacionales
| Título                          | Club                | País   | Año  |
| ------------------------------- | ------------------- | ------ | ---- |
| Campeonato Brasileño de Serie B | C. R. Vasco da Gama | Brasil | 2009 |
| Taça da Hora                    | C. R. Vasco da Gama | Brasil | 2010 |
| Copa de Brasil                  | C. R. Vasco da Gama | Brasil | 2011 |
| Campeonato Brasileño de Serie A | Cruzeiro E. C.      | Brasil | 2013 |
| Campeonato Brasileño de Serie A | Cruzeiro E. C.      | Brasil | 2014 |
| Copa de Brasil                  | Cruzeiro E. C.      | Brasil | 2017 |
| Copa de Brasil                  | Cruzeiro E. C.      | Brasil | 2018 |